# Vitorchiano
Vitorchiano là một đô thị ở tỉnh Viterbo trong vùng Latium của Ý, có cự ly khoảng 70 km về phía tây bắc của Roma và khoảng 7 km về phía đông bắc của Viterbo. Tại thời điểm ngày 31 tháng 12 năm 2004, đô thị này có dân số 3.690 người và diện tích là 29,8 km².
Vitorchiano giáp các đô thị: Bomarzo, Soriano nel Cimino, Viterbo.